# 善福院 (海南市)
善福院（ぜんぷくいん）は、和歌山県海南市にある仏教寺院。天台宗、山号は宝遊山。
1215年、栄西禅師により寶遊山廣福禪寺五ヶ院の一つとして創建されたが、明治初期の廃仏毀釈を経て現在の寺号に改められた。
安土桃山時代は加茂氏の菩提寺として栄え七堂伽藍を有していたが、釈迦堂が現存するのみである。釈迦堂は、功山寺仏殿とともに鎌倉時代の禅宗様建築を代表するもので、国宝の指定を受けている。

### 国宝

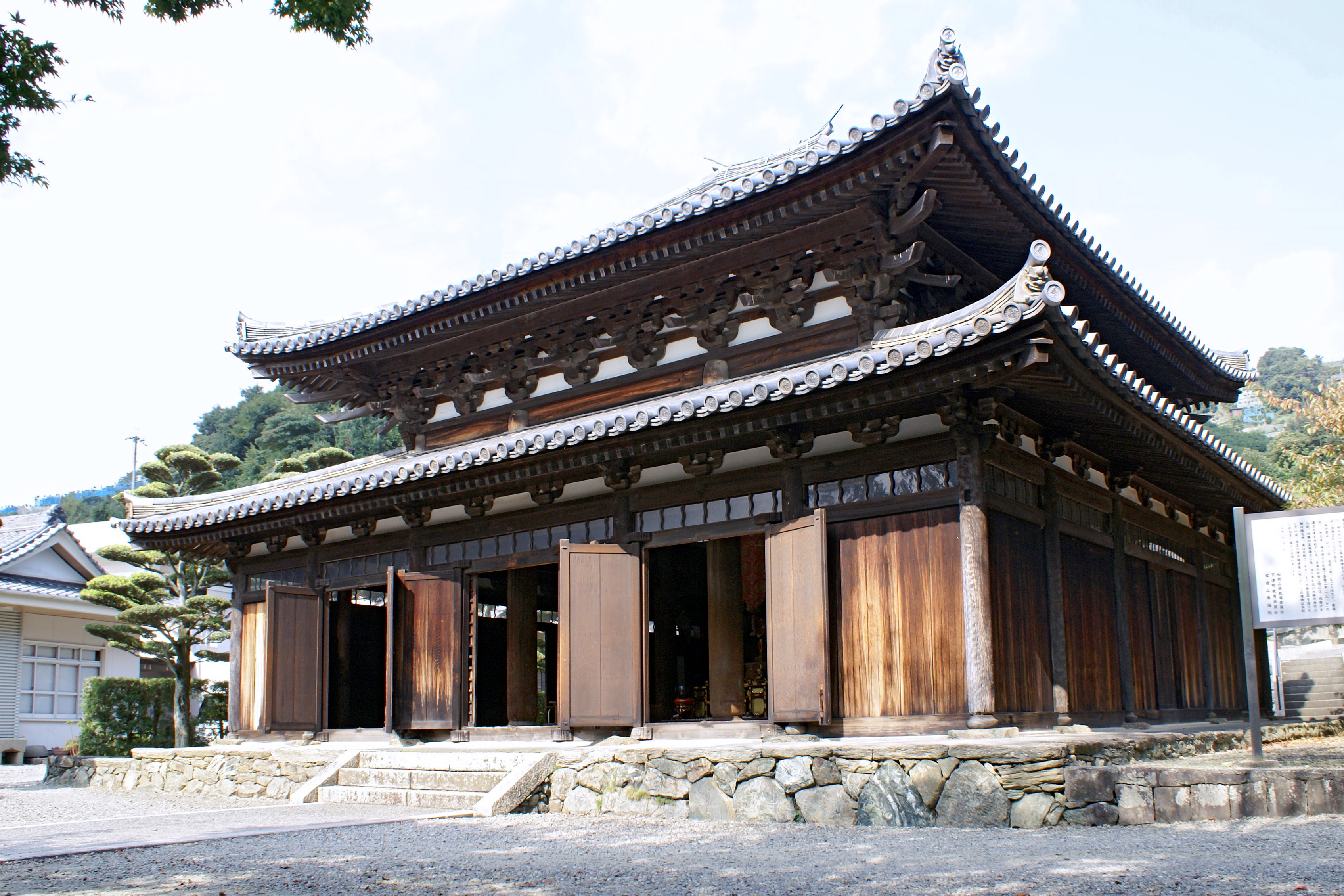
釈迦堂外観

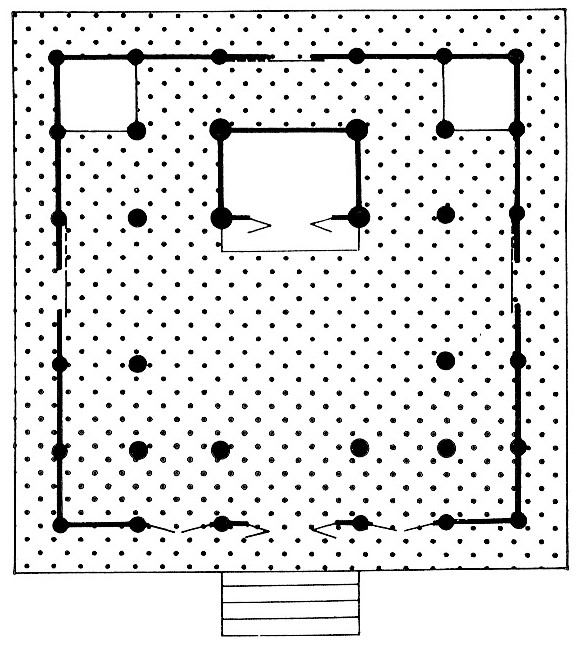
釈迦堂平面図。桁行・梁間とも3間（柱が4本立つ）の身舎の周囲に裳階をめぐらす。

## 文化財

### 釈迦堂
桁行三間、梁間三間、一重裳階付、寄棟造、本瓦葺。堂内に安置する釈迦如来像に嘉暦2年（1327年）の銘があり、釈迦堂の建立も同年頃とみられる。組物を柱上のみならず柱間にも密に配する点、内部の架構などに禅宗様の特色がみられる。日本に現存する禅宗様仏殿としては、功山寺仏殿とともに最古例の一つである。裳階正面は中央3間を桟唐戸、両脇を縦板壁とする。堂内は土間（瓦敷）とし、天井は中央の方一間を鏡天井、その周囲を天井板を張らない化粧屋根裏とする。
堂内四隅に燧梁（ひうちばり、火打梁）という45度方向の短い梁が架けられている。これは瀬戸内海地方の禅宗様にみられるものであり、他の燧梁の例として安国寺釈迦堂（広島県福山市鞆町）、松生院本堂（和歌山県和歌山市、1945年戦災により焼失）がある。

## 所在地
〒649-0132 和歌山県海南市下津町梅田271

## 交通アクセス
- JRきのくに線 加茂郷駅 徒歩25分

## ギャラリー

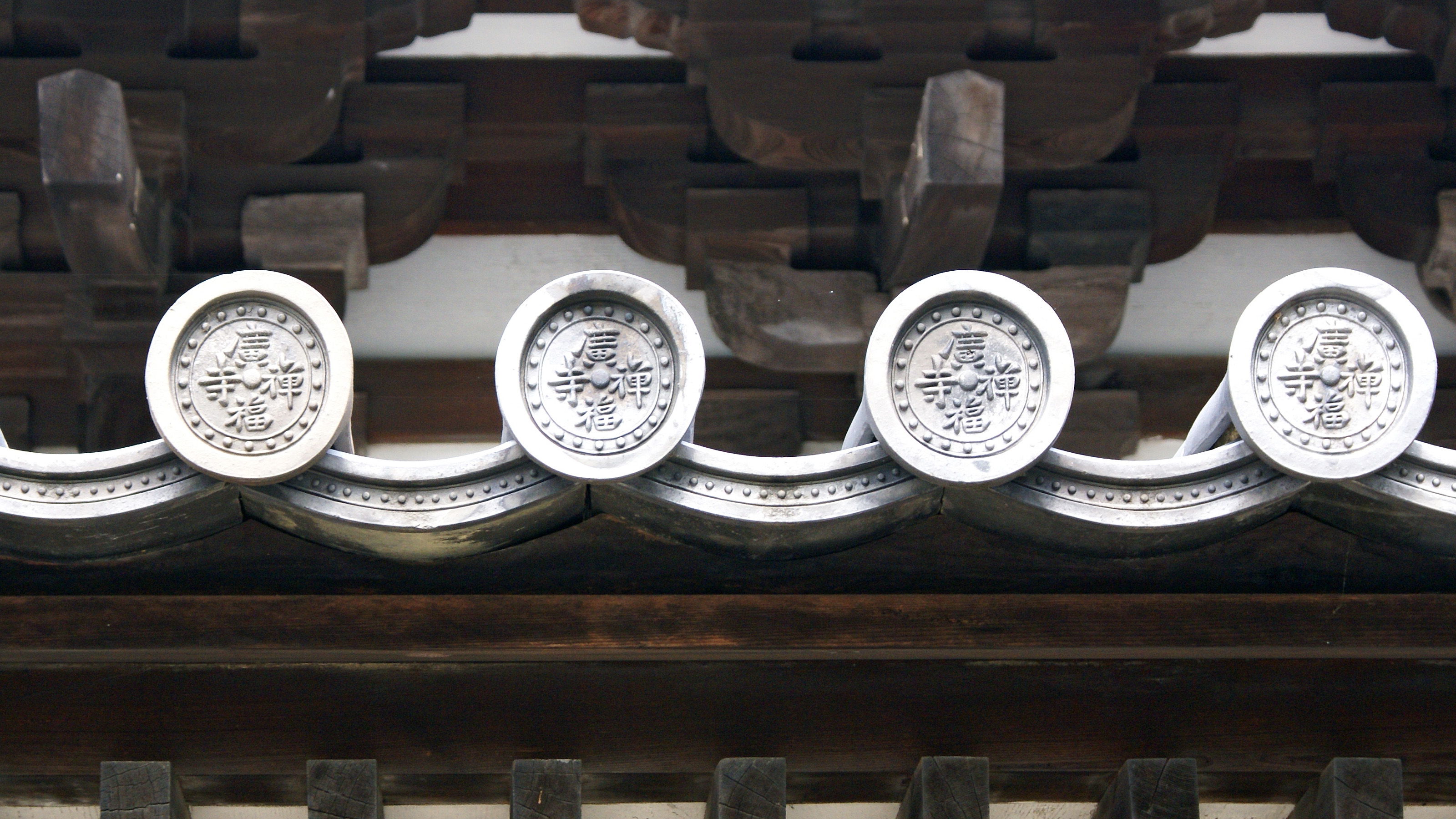
「廣福禅寺」の文字を表した瓦
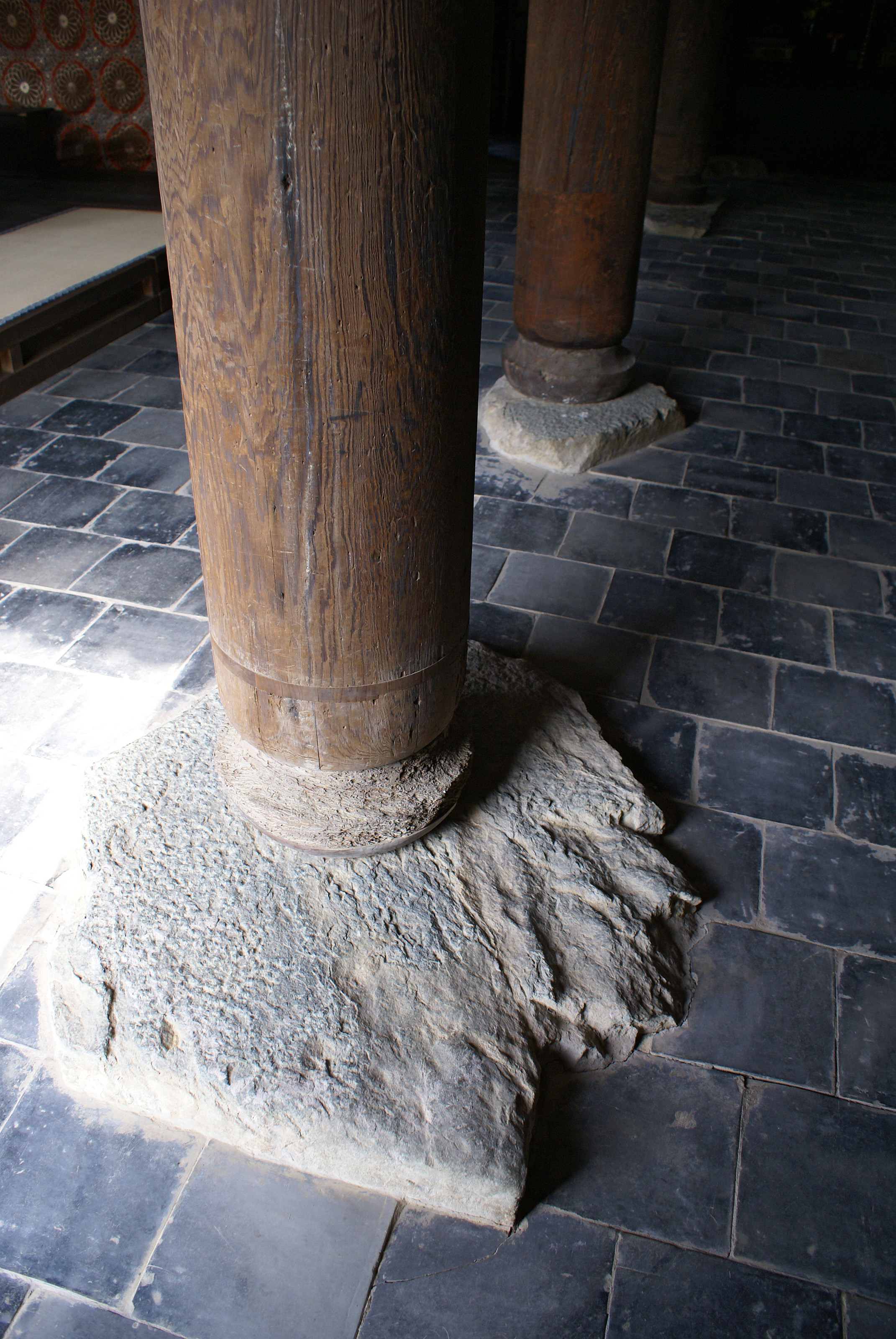
釈迦堂内部、禅宗様の礎盤上に立つ柱
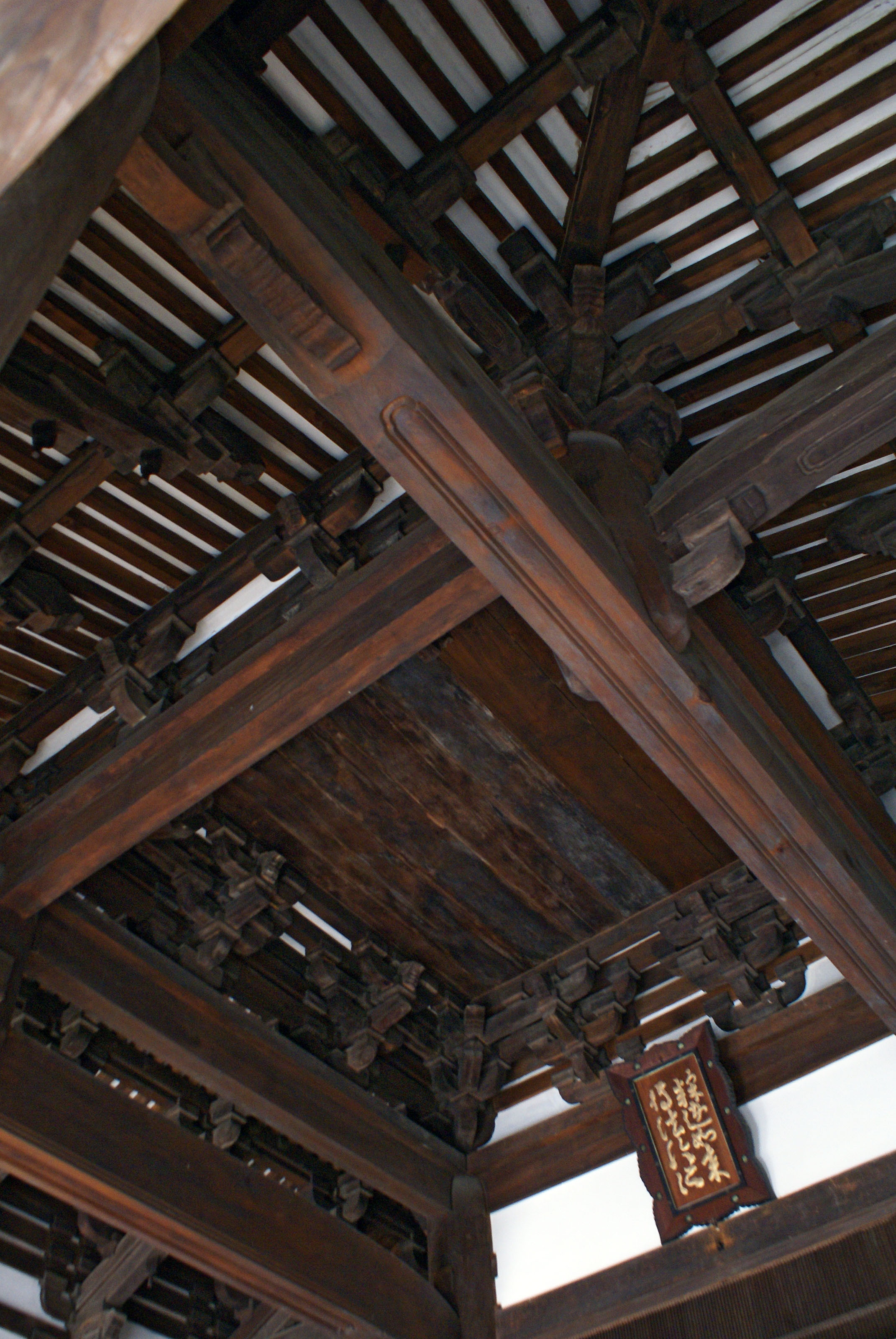
釈迦堂内部、鏡天井と化粧屋根裏
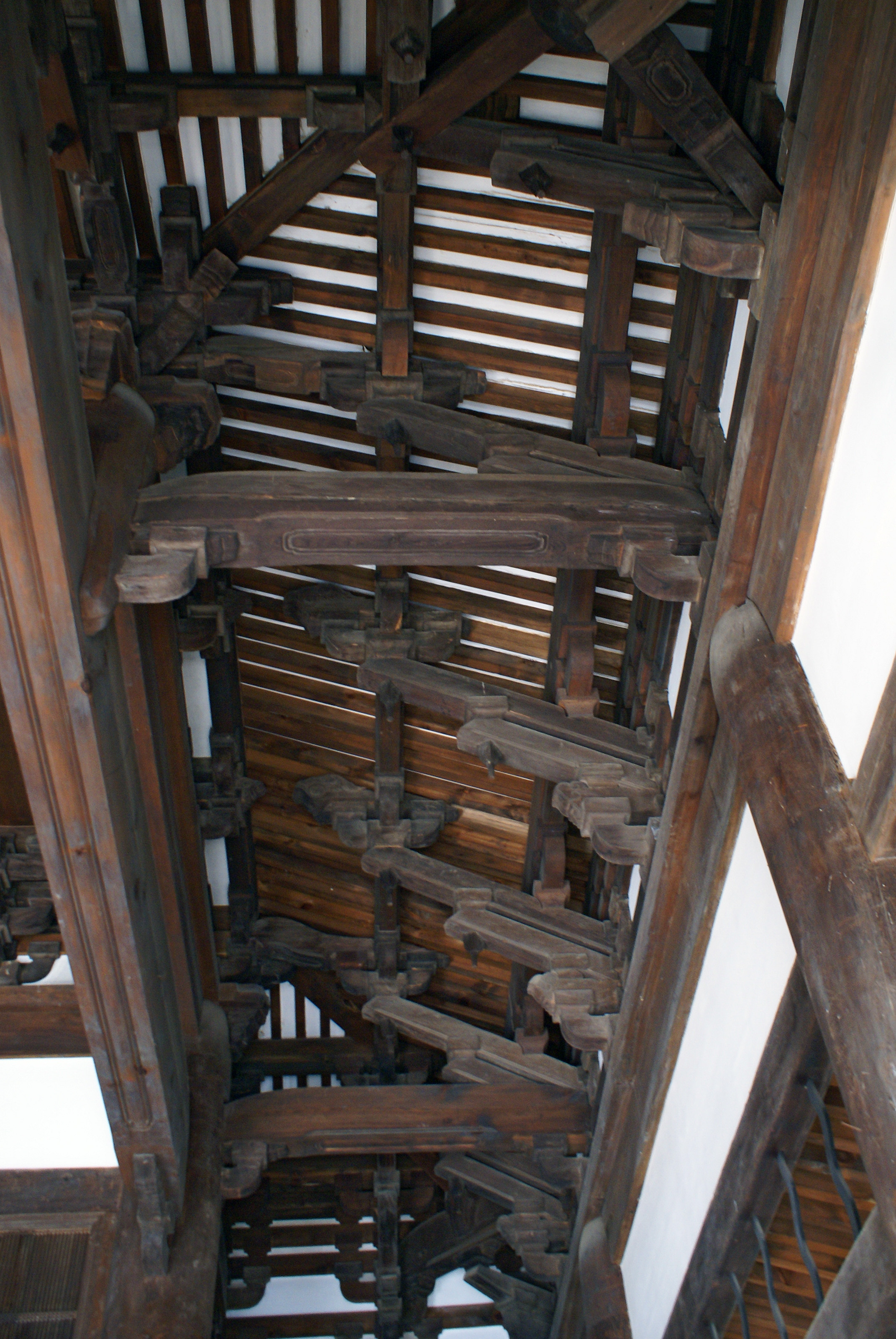
釈迦堂内部、奥に火打梁が見える

## 周辺情報
- 長保寺 – 紀伊徳川家の菩提寺、国の史跡、本堂・多宝塔・大門が国宝
- 藤白神社 – 熊野古道第一の神社、鈴木姓の発祥の地